# Auxerre
Auxerre [osɛʁ]IPA je historické město ve Francii (Burgundsko-Franche-Comté), asi 160 km jihovýchodně od Paříže, při středním toku řeky Yonne. Ve městě je gotická konkatedrála sensko-auxerrské arcidiecéze a v blízkosti slavné vinice (Chablis).

## Historie
Galská osada Autricum se změnila v římské město Autessiodurum, kde byl Apollonův chrám, amfiteátr a řada významných budov, z nichž se nezachovalo téměř nic. Kolem roku 258 přišel do města první křesťanský misionář, Říman Peregrinus (Pélérin), umučený roku 303 v Nièvre. V letech 275–276 bylo město vypleněno Alamany a Franky a někdy po roce 320 zde vzniklo biskupství. Ve 4. století bylo město na pahorku nad řekou obehnáno hradbou s pěti věžemi, z nichž se zachovaly pouze základy. Biskup Germain z Auxerre († 448) byl uctíván jako světec, nad jeho hrobem byl už v 6. století kostel a v 8. století zde vznikl významný benediktinský klášter. V 9. století přibyly další a v 11. století byla katedrála po požáru znovu postavena. Po roce 1170 dostalo město nové hradby, jež zahrnuly i řadu klášterů, a roku 1370 připadlo Auxerre Francii. V 16. století město vzkvétalo, jak o tom svědčí bohaté měšťanské domy, ale ke konci století utrpělo v náboženských válkách. Revoluce proběhla v Auxerre bez velkého násilí, město bylo mírně poškozeno ve válkách 1870 a 1940.

## Pamětihodnosti
- Gotická katedrála (resp. konkatedrála) svatého Štěpána, založená 1215 na místě starších staveb s bohatou sochařskou a malířskou výzdobou a s vitrážemi z 15 až 16. století. Je 100 m dlouhá, průčelí je 40 m široké, výška severní věže je 68 m a výška klenby uvnitř 30 m. Krypta z roku 1023 je 37 m dlouhá a má románské nástěnné malby (12. až 13. století).
- Bývalé opatství Saint Germain (dnes muzeum), založené roku 800, kde byla slavná auxerrská škola. Část kostel byla po revoluci zbořena, ale pod gotickým chrámem ze 13. století jsou krypty z doby založení.
- Kostel sv. Eusebia, založený v 7. století a přestavěný ve 13. století s věží a gotickým chórem.
- Historický střed města se slavnou Tour de l´horloge.
- Množství zahrad a parků.

## Doprava
Město leží v sousedství dálnice A6 a má železniční spojení do Paříže (nádraží Auxerre-Saint-Gervais). Asi 20 km severně od města je nádraží Laroche-Migennes využívané vlaky TGV jedoucími od Paříže či Dijonu. Ve městě je autobusová doprava a řada cyklostezek.

## Sousední obce
Auxerre sousedí s Perrigny, Monéteau, Villeneuve-Saint-Salves, Saint-Georges-sur-Baulche, Venoy, Chevannes, Vallan a Champs-sur-Yonne.

## Vývoj počtu obyvatel
Počet obyvatel

## Osobnosti města
- Joseph Fourier (1768–1830), francouzský matematik a fyzik
- Maréchal Davout (1770–1823), francouzský generál, maršál Francie, jeden z největších vojevůdců francouzské historie
- Étienne Wolff (1904–1996), biolog
- Garri Kasparov (* 1963), šachový velmistr, mistr světa v šachu, současný ruský opoziční demokratický politik vystupoval v Auxerre

## Partnerská města
- Greve in Chianti, Itálie
- Płock, Polsko
- Redditch, Velká Británie
- Roscoff, Francie
- Saint-Amarin, Francie
- Varaždín, Chorvatsko
- Worms, Německo

## Galerie

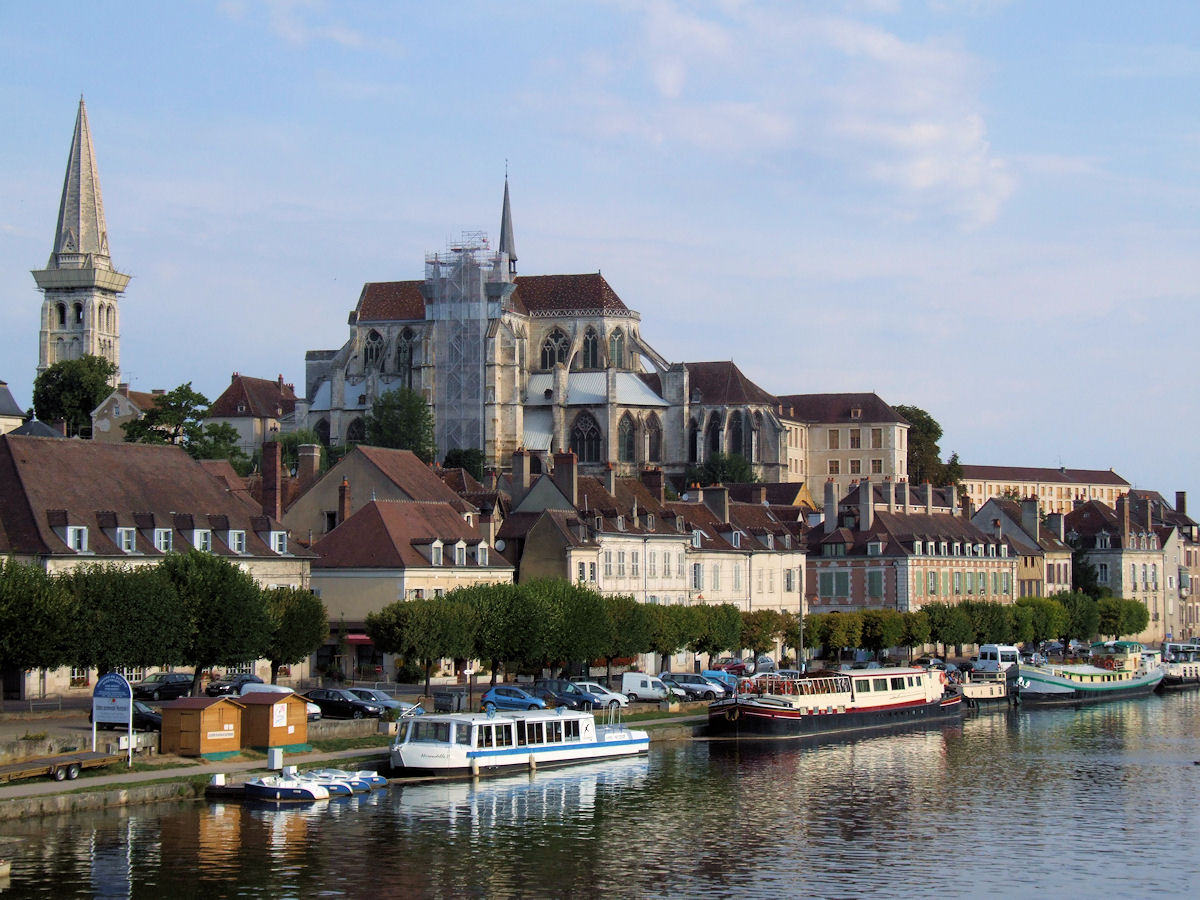
Katedrála nad řekou Yonne
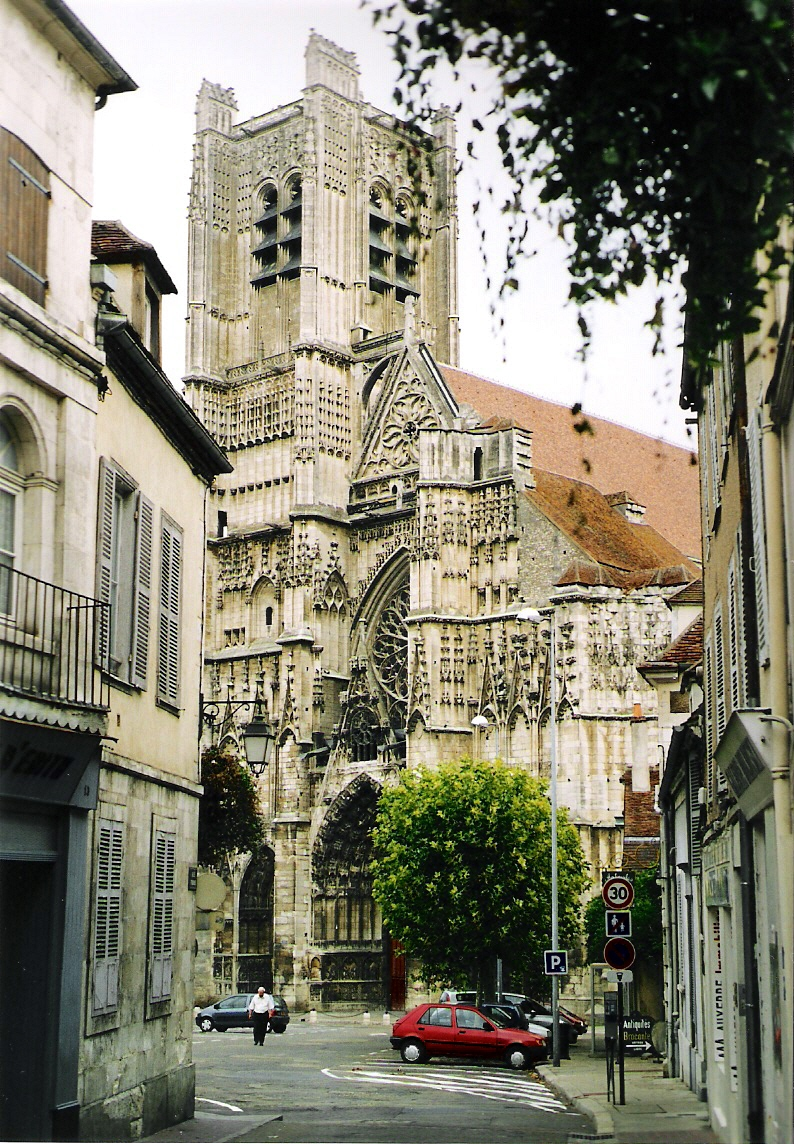
Katedrála, západní průčelí
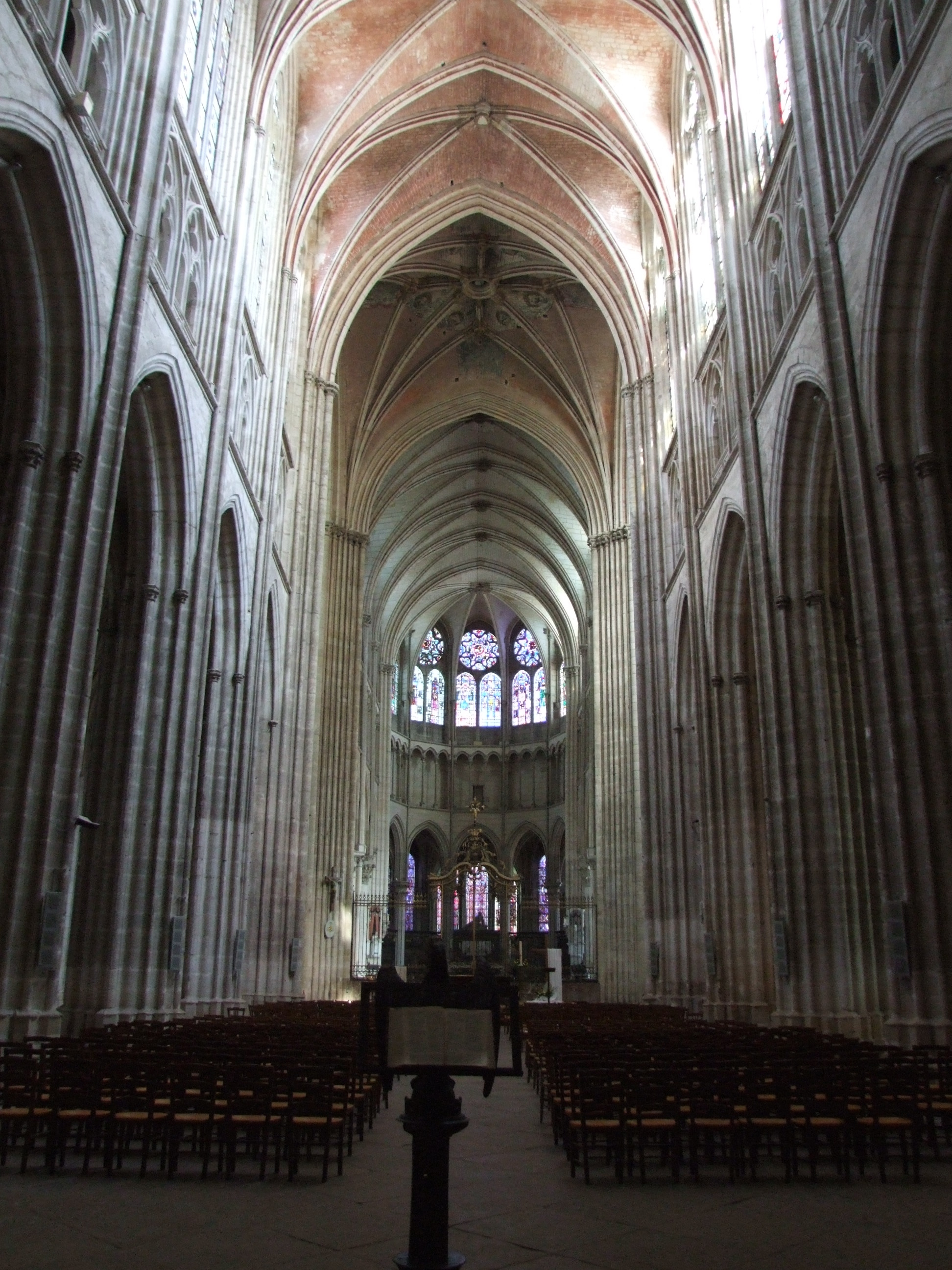
Vnitřek
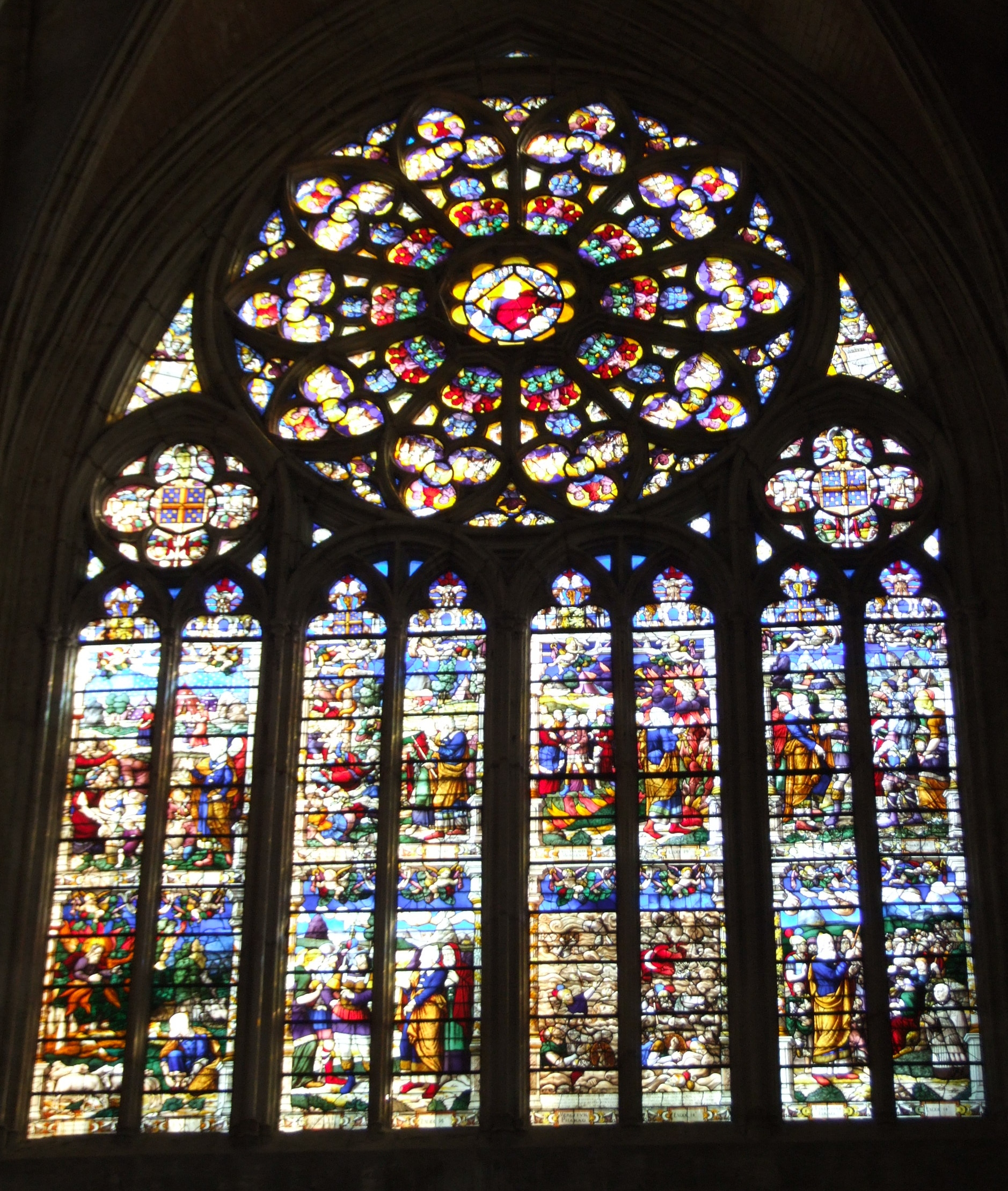
Vitráž
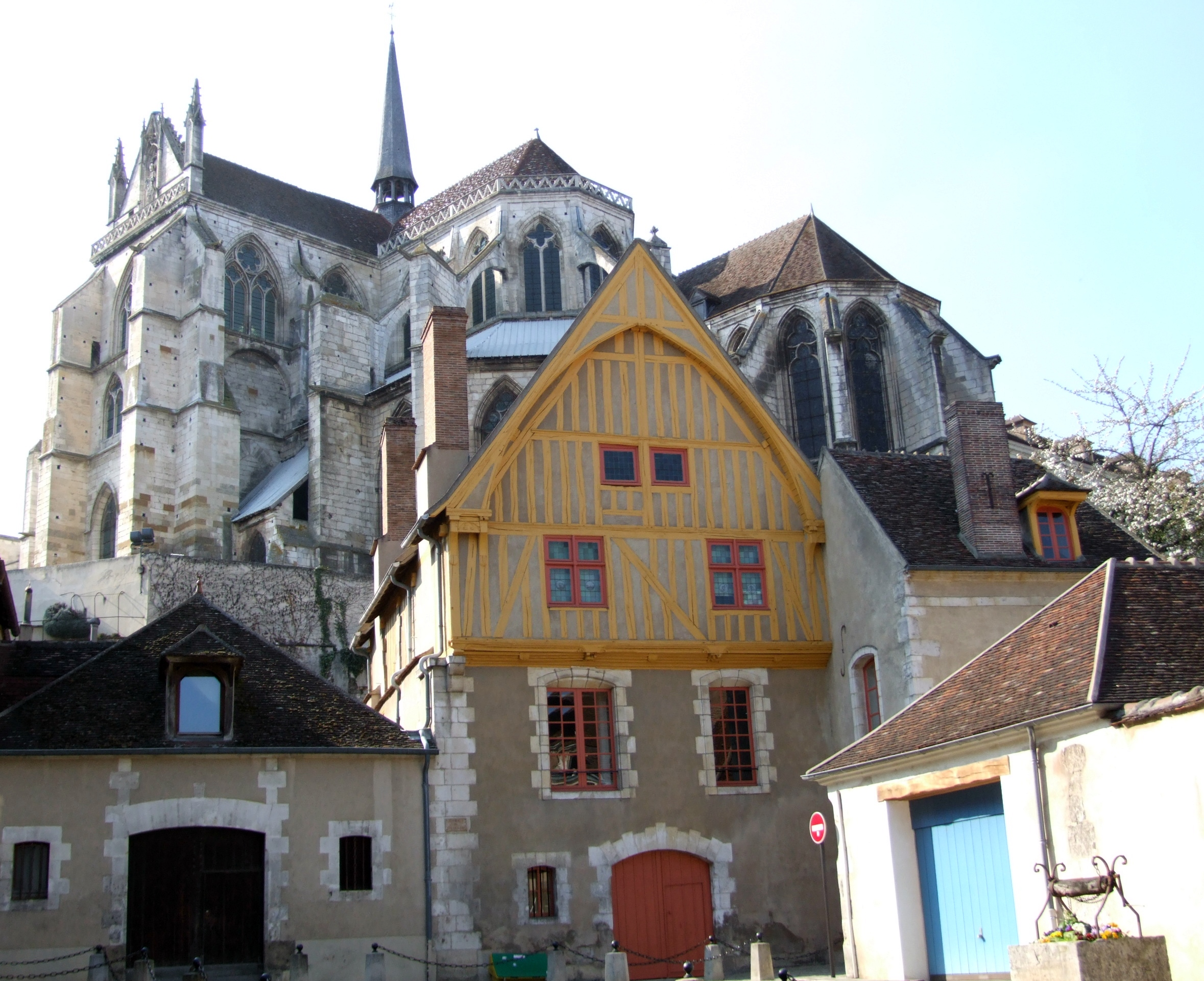
Kostel St-Germain, závěr
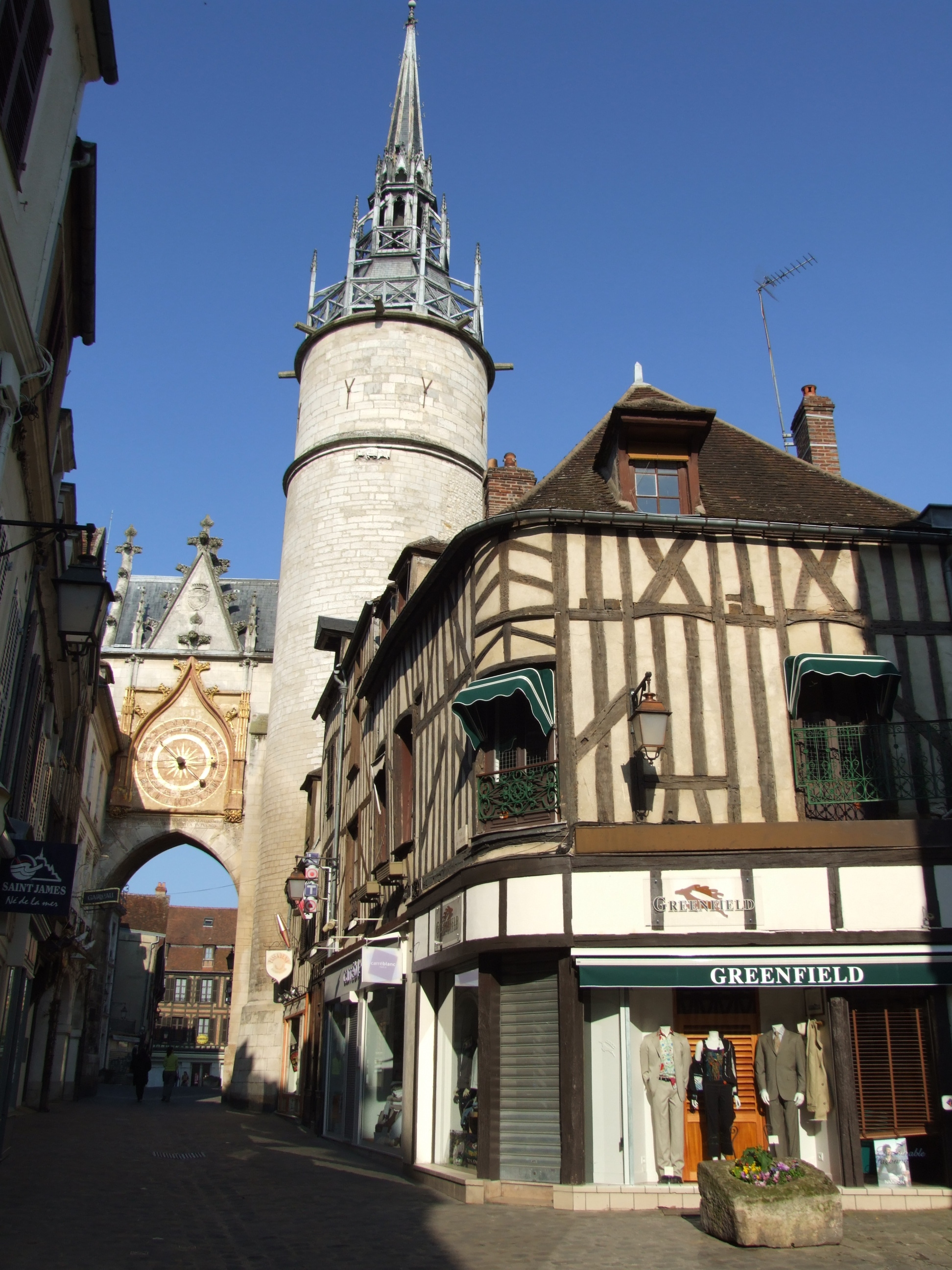
Hodinová věž
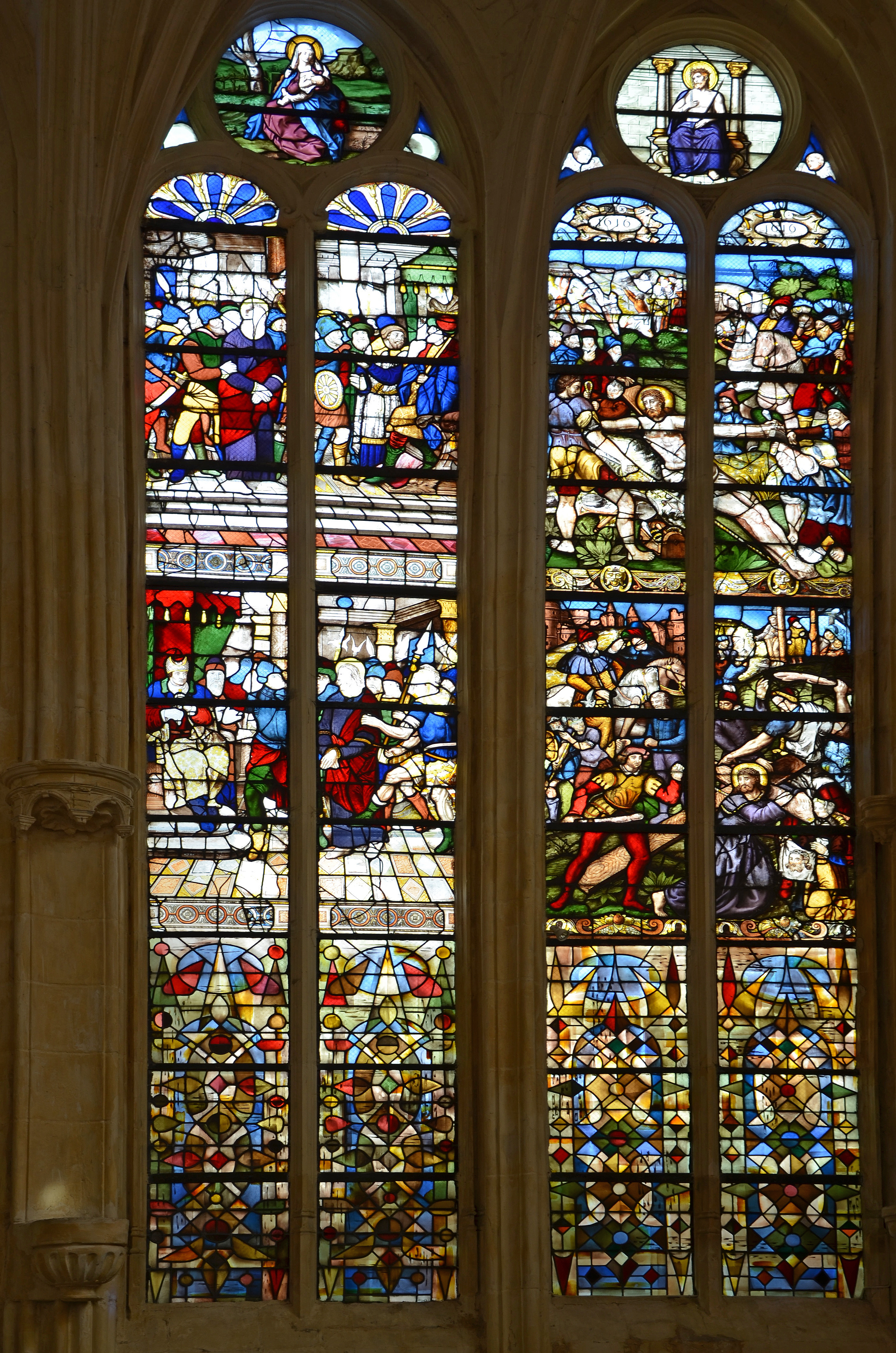
Kostel sv. Eusebia, vitráže
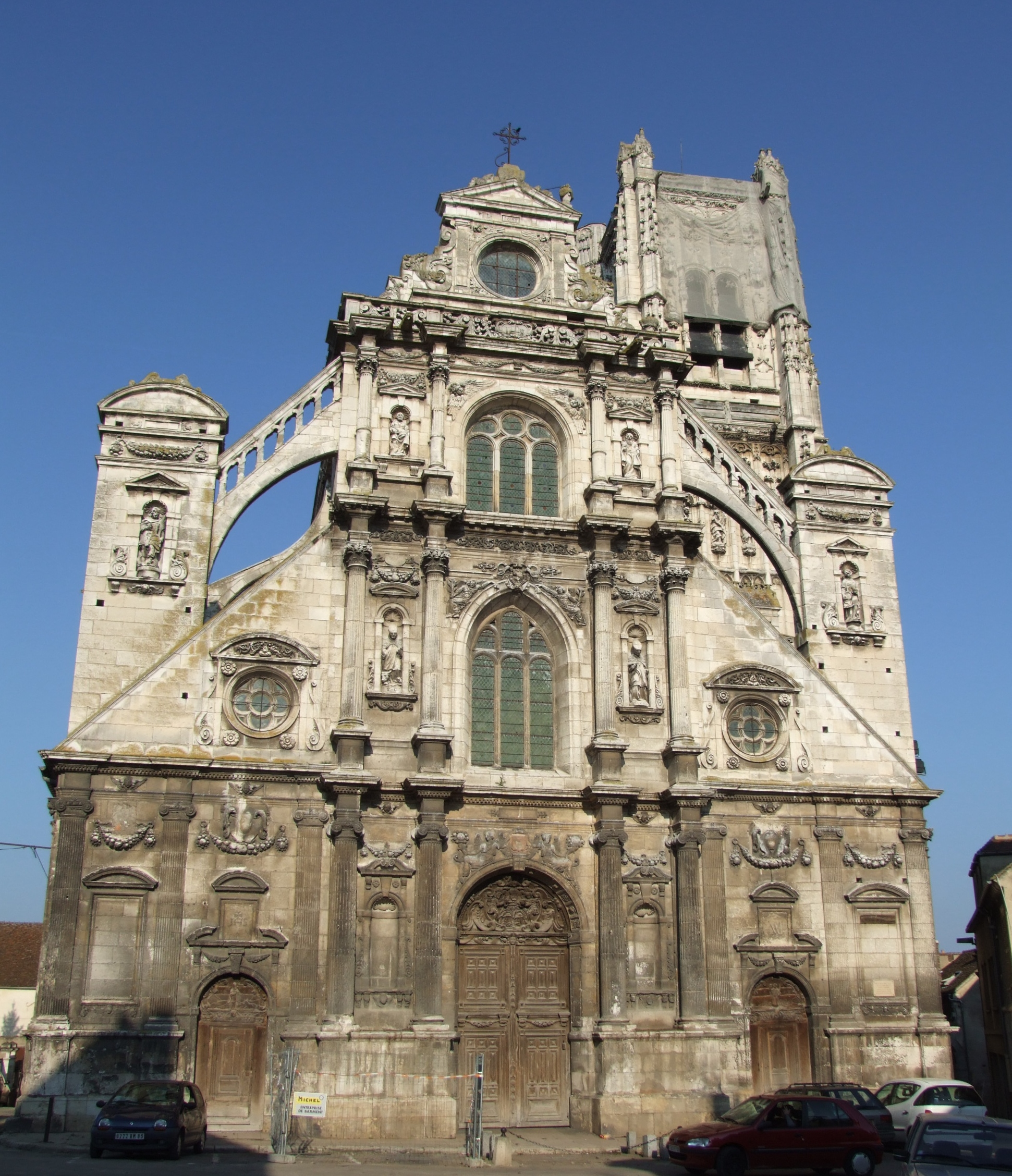
Kostel sv. Petra, průčelí